# Karl Vollmöller

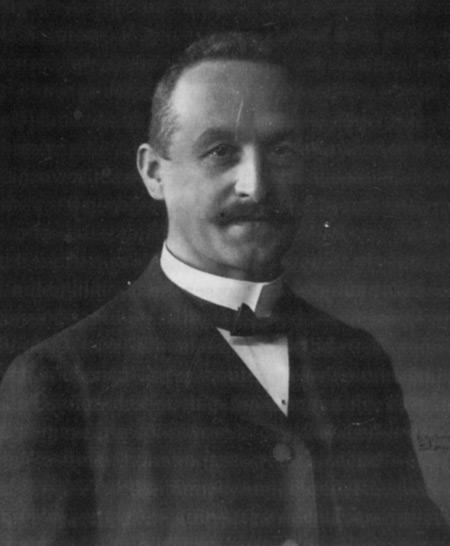
Karl Vollmöller

Karl Vollmöller (* 16. Oktober 1848 in Ilsfeld; † 8. Juli 1922 in Dresden) ein deutscher Romanist und Anglist. Er war Professor für romanische und englische Sprachen in Erlangen und Göttingen. Als Mäzen seines Heimatortes Ilsfeld wurde er 1906 dort zum Ehrenbürger ernannt.

## Leben

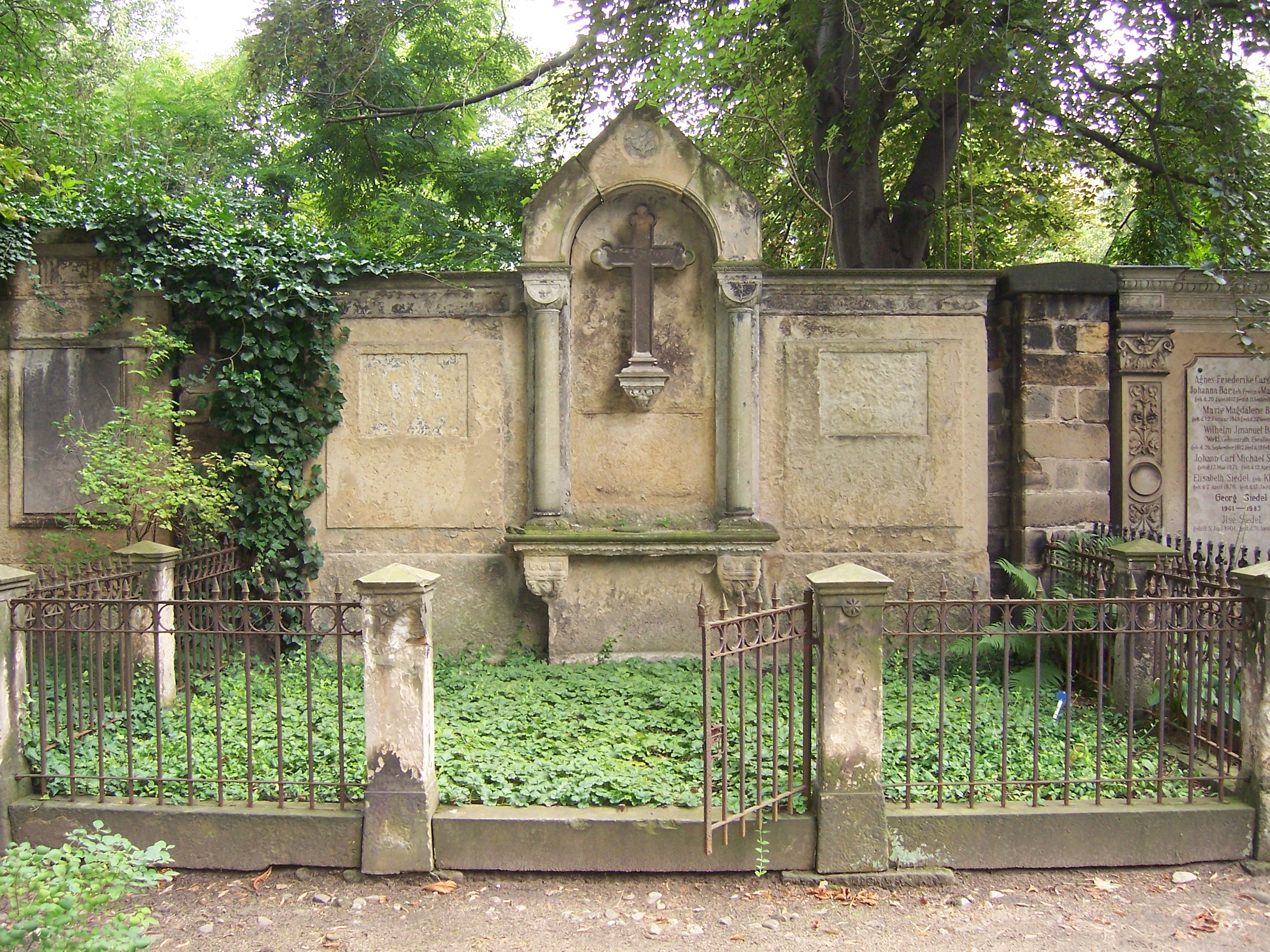
Vollmöllers Grab auf dem Trinitatisfriedhof in Dresden

Karl Vollmöller wurde als Sohn des Kaufmanns Rudolf Vollmöller (1818–1854) und der Sophie Dallinger geb. Lust (1807–1874) in Ilsfeld geboren. Er besuchte die Oberrealschule in Heilbronn und war von 1863 bis 1867 als Kaufmann tätig. 1868/69 erwarb er in Stuttgart die Hochschulreife und studierte von 1870 bis 1872 in Tübingen, 1872–1873 dann in Bonn und München klassische, germanistische und romanische Philologie. 1874 wechselte er an die Sorbonne nach Paris. Durch seine Freundschaft zu Rudolf Lindau, dem ehemaligen Privatsekretär von Napoleons illegitimen Sohn Jules Barthélemy-Saint-Hilaire, wurde er Freund und Reisebegleiter des spanischen Königs Alfons XII. Dieser ermöglichte Vollmöller, 1875 in den bis dahin für Ausländer verschlossenen königlichen Archiven zu forschen. 1876 habilitierte sich Vollmöller in Straßburg und wirkte dort als Privatdozent. 1877 erhielt er einen Ruf als außerordentlicher Professor für romanische und englische Philologie an die Universität Erlangen. 1881 folgte die Berufung als ordentlicher Professor für romanische und englische Sprachen an die Universität Göttingen, wo er beispielsweise als Doktorvater für Selly Gräfenberg fungierte. Nach seiner Heirat mit Theodora Elisabeth Mirus legte Vollmöller 1891 sein Lehramt in Göttingen nieder und die Familie übersiedelte nach Dresden, wo sie aus dem Erbe von Vollmöllers Gattin zahlreichen Besitz hatte und wo er als Privatgelehrter, Herausgeber und Autor wirkte. Er begründete u. a. die Zeitschrift Romanische Forschungen und veröffentlichte zahlreiche Schriften.
Nach der großen Brandkatastrophe von Ilsfeld im Jahr 1904 stiftete Vollmöller erhebliche Geldmittel zum Bau eines Kleinkinderpflegeheims an der Stelle seines abgebrannten Elternhauses. Das Pflegeheim wurde nach Vollmöllers Frau Theodora Elisabeth Mirus Dorastift genannt und erhielt auch eine der Bevölkerung zur Verfügung stehende Wannenbadeanlage. Für seine Stiftung wurde er 1906 gemeinsam mit seinem Bruder Robert Vollmöller und vier weiteren um den Wiederaufbau verdienten Personen zum Ehrenbürger von Ilsfeld ernannt.
Vollmöller verstarb 1922 in Dresden und wurde auf dem Trinitatisfriedhof beigesetzt.

## Familie
1887 heiratete er Theodora Elisabeth Mirus. Der Ehe entstammten drei Kinder:
- Irene (* 1887), heiratete den Widderner Stadtpfarrer Lempp
- Erna (* 1891), heiratete den sächsischen Offizier Kurt Schmidt
- Gottfried (* 1900)

## Schriften
- Kürenberg und die Nibelungen, Meyer und Zeller, Stuttgart, 1874
- (Hrsg.) Der Münchener Brut. Gottfried von Monmoeth in französischen Versen des 12. Jhs., Niemeyer, Halle, 1877 (Mitautor Konrad Hofmann)
- (Hrsg.) Poema del Cid, Niemeyer, Halle, 1879
- (Hrsg.) Ein spanisches Steinbuch, Gebr. Henninger, Heilbronn, 1880 (Digitalisat)
- (Hrsg.) Armand de Bourbon, prince de Conti: Traité de la comédie et des spectacles, Gebr. Henninger, Heilbronn, 1881
- (Hrsg.) Octavian. Altfranzösischer Roman, Gebr. Henninger, Heilbronn, 1883
- (Hrsg.) Jean Mairet: Sophonisbe, Gebr. Henninger, Heilbronn, 1888
- (Hrsg.) Spanische Funde I–III, Erlangen, 1890
- (Hrsg.) Laberinto amoroso. Ein altspanisches Liederbuch, Erlangen 1891
- (Hrsg.) Sammlung französischer Neudrucke 1–9, Heilbronn, 1881–1890
- (Hrsg.) Englische Sprach- und Litteraturdenkmale des 16.–18. Jh., Heilbronn, 1883–1890
- (Hrsg.) Romanische Forschungen: Organ für romanische Sprachen und Literaturen Notgemeinschaft der Deutschen Wissenschaft, Erlangen, 1882 fg.
- (Hrsg.) Kritischer Jahresbericht über die Fortschritte der Romanischen Philologie, Oldenbourg, Leipzig und München, 1892 fg.
- Über Plan und Errichtung des Romanischen Jahresberichtes, Erlangen 1896; Frankfurt 1912
- Der Kampf um den Romanischen Jahresbericht. Ein Beitrag zur Klärung des Verhältnisses zwischen Autor und Verleger, Erlangen 1896

## Auszeichnungen
- 1905: Olga-Orden[1]
- 1906: Ehrenbürgerschaft von Ilsfeld.